# 俞建章
俞建章（1899年1月12日—1980年10月3日），字端甫，地质学家、古生物学家，中科院院士，安徽省和县历阳镇人。

## 生平
1924年毕业于北京大学地质系后在河南中州大学任助教。1928年经李四光介绍到中央研究院地质研究所任助理研究员，1933年升任副研究员，同年赴英国留学。1935年毕业于布里斯托大学，获博士学位。
回国后任中央研究院地质研究所任研究员并兼任国立中央大学及重庆大学教授。中华人民共和国成立后，于1950年任中国科学院地质研究所研究员，1951年任中国科学院古生物研究所研究员，同年调长春地质专科学校任地质科主任，同时仍兼任古生物研究所研究员。1955年当选为中国科学院生物地学部首批学部委员。1964年任长春地质学院副院长。
1980年10月3日因病在吉林省长春市逝世。